# Медуниця Михайло Михайлович
Миха́йло Миха́йлович Медуни́ця (* 24 травня 1938, Стара Оржиця  — 7 серпня 2009) — український письменник та журналіст. Працював у редакціях українських газет і журналів.

## Біографія
Закінчив Київський державний університет ім. Т. Г. Шевченка, факультет журналістики, працював в періодичних виданнях.
1981 — відповідальний секретар журналу «Український театр».
Є автором збірок повістей, оповідань, нарисів:
- «„Батько народів“ очима часу»,
- «Брати і побратими»,
- «Довідка»,
- «Життя торжествує»,
- «Журавлине перо»,
- «Збудуй свій корабель»,
- «Зелена орлиця»,
- «І приснився сон…»,
- «Листи одної адресатки»,
- «Людям на добро»,
- «На сільських дорогах»,
- «Пасинок долі»,
- «Повернені симфонії»,
- «Про що розмовляють закохані»,
- «Сповідь перед матір'ю»,
- «Чистовід»,
- «Ще один день».
- «Щоб жито родило», Упорядник кількох репертуарних збірників для драматичних театрів.

Помер в кінці літа 2009.